# Cerodontha abyssinica
Cerodontha abyssinica är en tvåvingeart som beskrevs av Spencer 1961. Cerodontha abyssinica ingår i släktet Cerodontha och familjen minerarflugor. Inga underarter finns listade i Catalogue of Life.